# Leichtathletik-Weltmeisterschaften 2022/Marathon der Männer

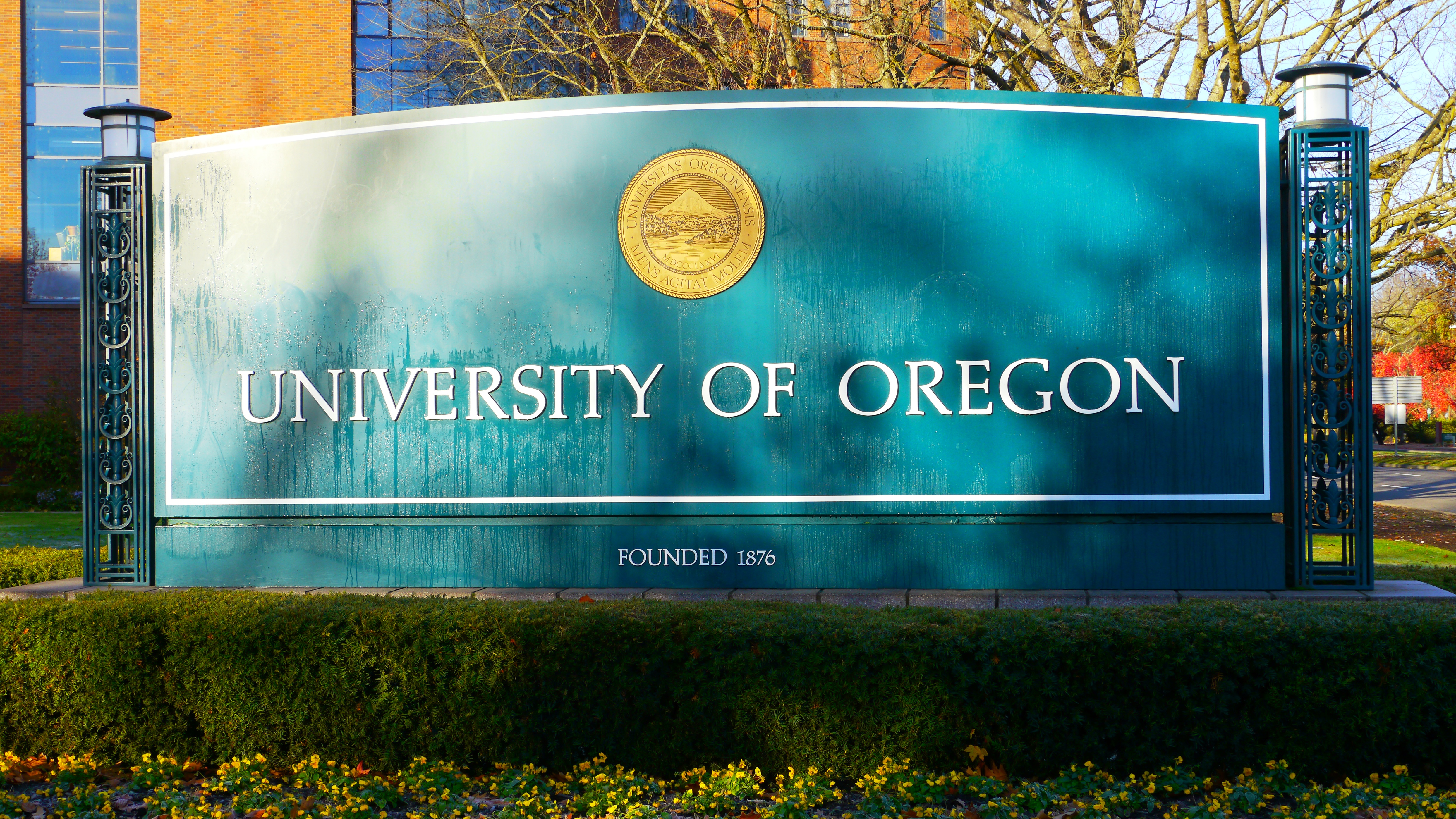
Der Start zum Marathonlauf erfolgte an der Universität von Eugene

Der Marathonlauf der Männer bei den Leichtathletik-Weltmeisterschaften 2022 wurde am 17. Juli 2022 auf einem Rundkurs in der Stadt Eugene in den Vereinigten Staaten ausgetragen.
Die äthiopischen Marathonläufer durften einen Doppelsieg feiern. Weltmeister wurde Tamirat Tola vor Mosinet Geremew. Bronze errang der Belgier Bashir Abdi.

## Rekorde

### Bestehende Rekorde
| Weltrekord               | 2:01:39 h | Eliud Kipchoge | Berlin, Deutschland    | 16. September 2018 |
| Weltmeisterschaftsrekord | 2:06:54 h | Abel Kirui     | WM Berlin, Deutschland | 22. August 2009    |

### Rekordverbesserungen
Im Rennen am 17. Juli wurde der bestehende WM-Rekord verbessert und darüber hinaus gab es zwei Landesrekorde.
- Meisterschaftsrekord:
  - 2:05:36 h – Tamirat Tola, Äthiopien
- Landesrekorde:
  - 2:07:09 h – Cameron Levins, Kanada
  - 2:07:56 h – Isaac Mpofu, Simbabwe

## Ergebnis

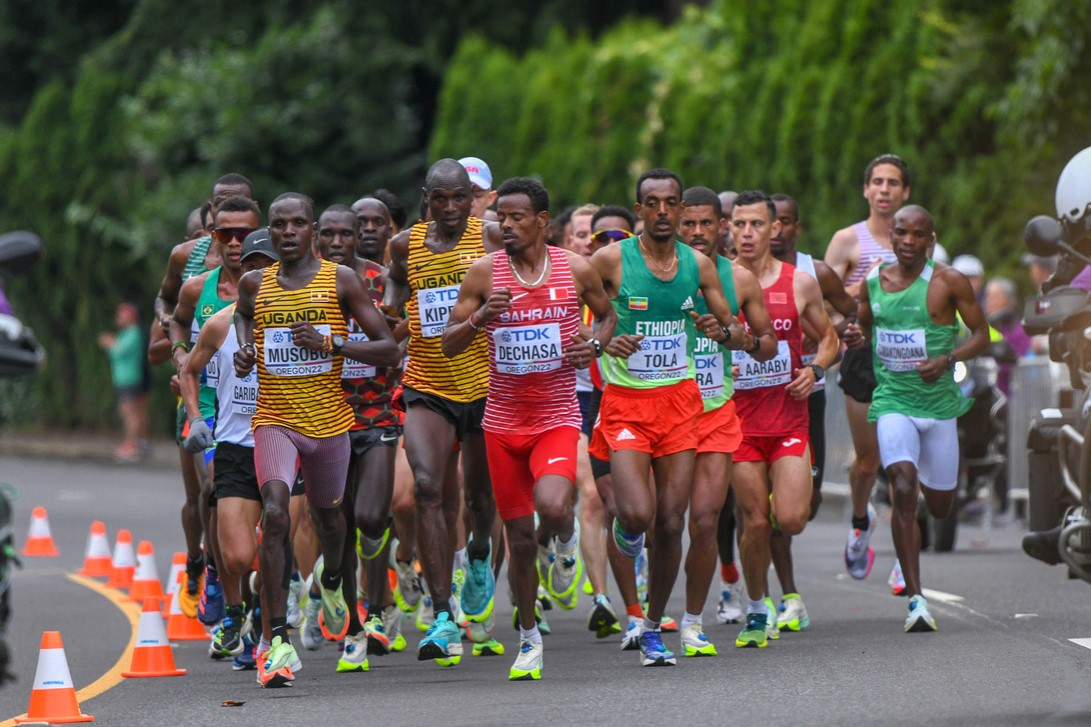
Größere Spitzengruppe mit Shumi Dechasa als Führendem

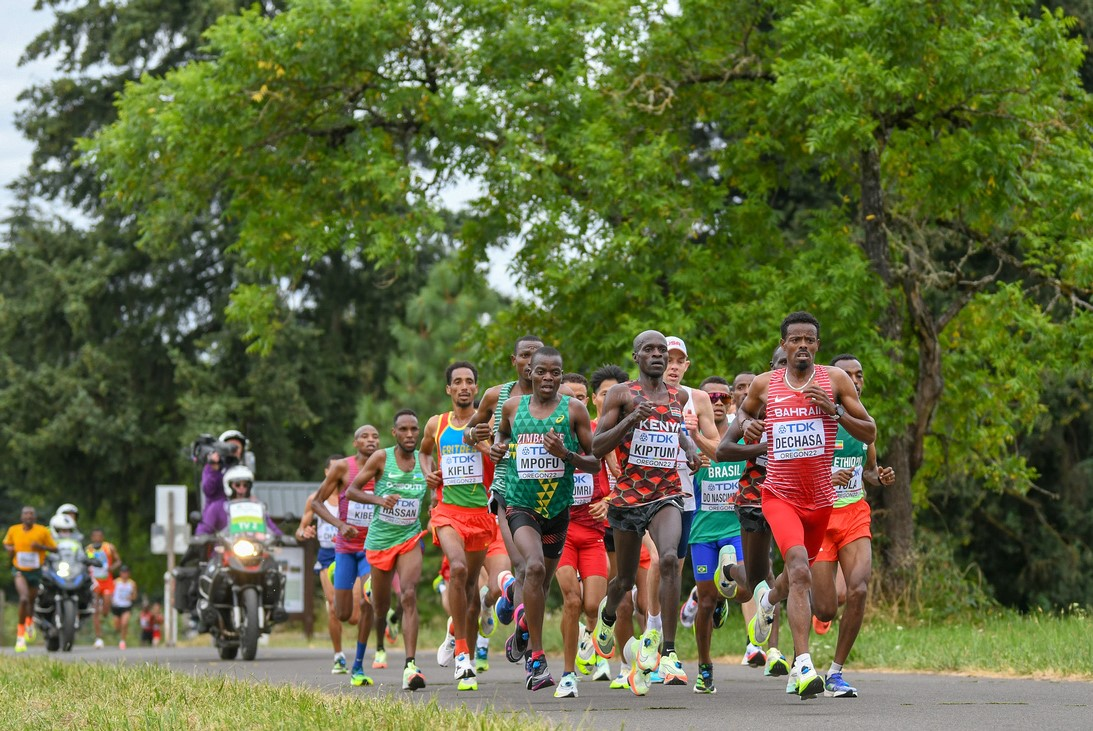
Immer noch an der Spitze der Führungsgruppe: Shumi Dechasa

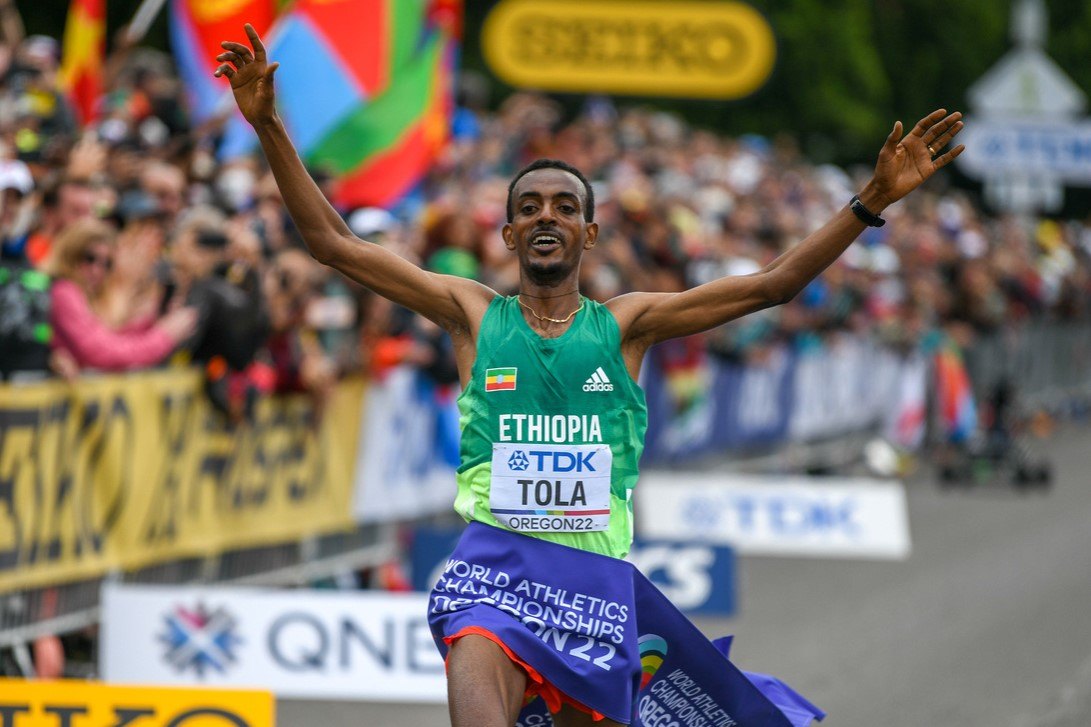
Weltmeister Tamirat Tola beim Zieleinlauf

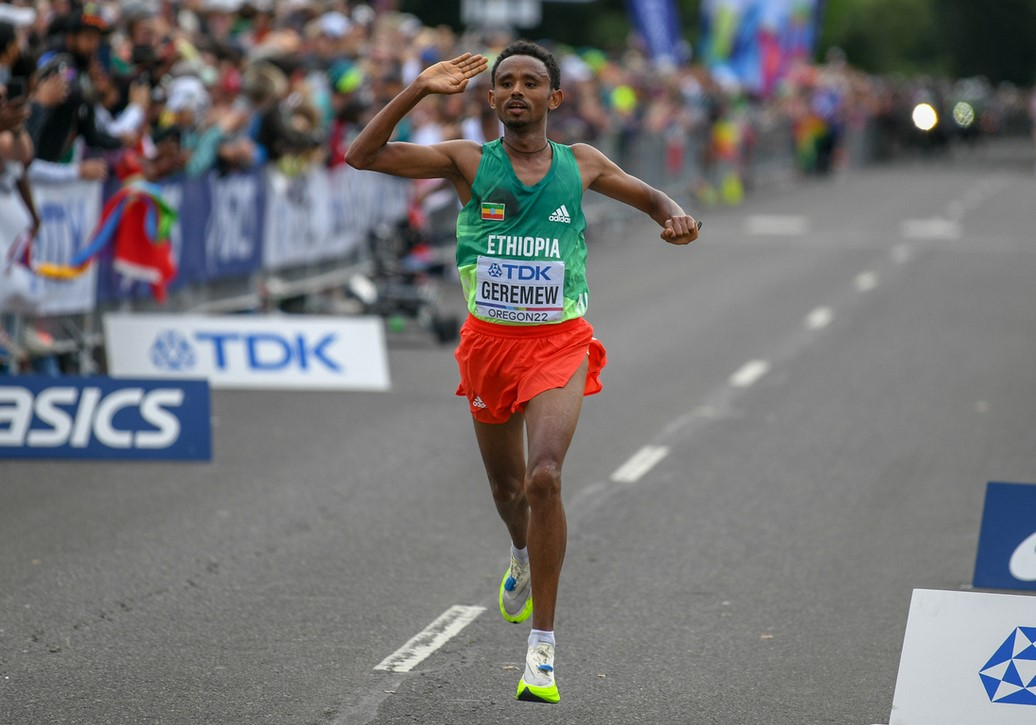
Mosinet Geremew kam eine gute Minute als Vizeweltmeister ins Ziel

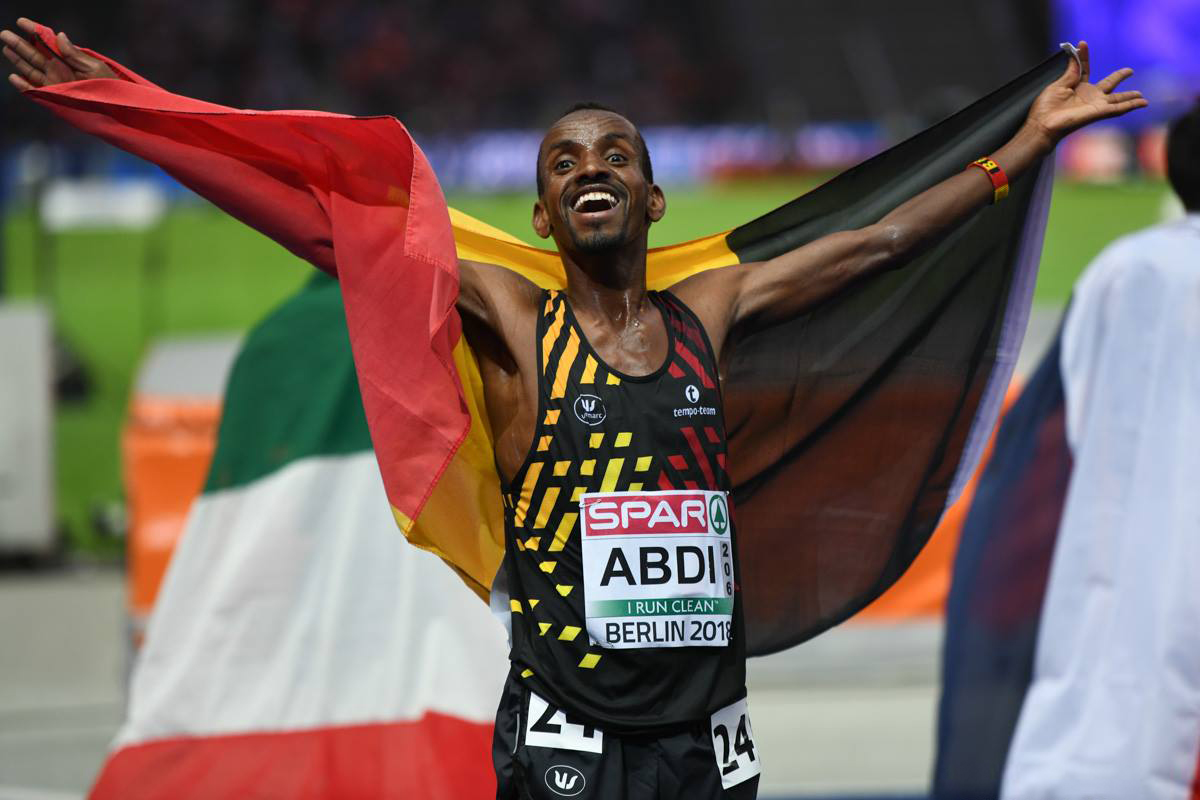
Bronzemedaillengewinner Bashir Abdi

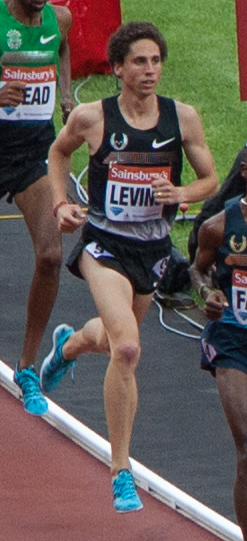
Cameron Levins – mit Landesrekord auf Platz vier

17. Juli 2022, 6:15 Uhr Ortszeit (15:15 Uhr MESZ)
| Platz | Name                           | Nation                       | Zeit (h)   |
| ----- | ------------------------------ | ---------------------------- | ---------- |
| 1     | Tamirat Tola                   | Äthiopien                    | 2:05:36 CR |
| 2     | Mosinet Geremew                | Äthiopien                    | 2:06:44    |
| 3     | Bashir Abdi                    | Belgien                      | 2:06:48    |
| 4     | Cameron Levins                 | Kanada                       | 2:07:09 NR |
| 5     | Geoffrey Kamworor              | Kenia                        | 2:07:14    |
| 6     | Seifu Tura                     | Äthiopien                    | 2:07:17    |
| 7     | Gabriel Geay                   | Tansania                     | 2:07:31    |
| 8     | Daniel do Nascimento           | Brasilien                    | 2:07:35    |
| 9     | Shumi Dechasa                  | Bahrain                      | 2:07:52    |
| 10    | Isaac Mpofu                    | Simbabwe                     | 2:07:56 NR |
| 11    | Maru Teferi                    | Israel                       | 2:07:59    |
| 12    | Othmane el-Goumri              | Marokko                      | 2:08:14    |
| 13    | Yūsuke Nishiyama               | Japan                        | 2:08:35    |
| 14    | Hamza Sahli                    | Marokko                      | 2:08:45    |
| 15    | Barnabas Kiptum                | Kenia                        | 2:08:59    |
| 16    | Oqbe Kibrom Ruesom             | Eritrea                      | 2:09:02    |
| 17    | Hassan Chahdi                  | Frankreich                   | 2:09:20    |
| 18    | Melikhaya Frans                | Südafrika                    | 2:09:24    |
| 19    | Galen Rupp                     | USA                          | 2:09:36    |
| 20    | Rory Linkletter                | Kanada                       | 2:10:24    |
| 21    | Mohamed Reda el-Aaraby         | Marokko                      | 2:10:33    |
| 22    | Goitom Kifle                   | Eritrea                      | 2:11:10    |
| 23    | Dong Guojian                   | Volksrepublik China          | 2:11:14    |
| 24    | Elkanah Kibet                  | USA                          | 2:11:20    |
| 25    | Tesema Moges                   | Israel                       | 2:11:36    |
| 26    | Bat-Otschiryn Ser-Od           | Mongolei                     | 2:11:39    |
| 27    | José Márcio Leão da Silva      | Brasilien                    | 2:11:43    |
| 28    | Ben Preisner                   | Kanada                       | 2:11:47    |
| 29    | Patricio Castillo              | Mexiko                       | 2:11:51    |
| 30    | Thomas De Bock                 | Belgien                      | 2:11:54    |
| 31    | Yang Shaohui                   | Volksrepublik China          | 2:11:56    |
| 32    | Olivier Irabaruta              | Burundi                      | 2:12:00    |
| 33    | Jackson Kiprop                 | Uganda                       | 2:12:14    |
| 34    | Filex Chemongesi               | Uganda                       | 2:12:16    |
| 35    | Tebello Ramakongoana           | Lesotho                      | 2:12:35    |
| 36    | Héctor Garibay                 | Bolivien                     | 2:12:44    |
| 37    | Paulo Roberto Paula            | Brasilien                    | 2:13:39    |
| 38    | Gaku Hoshi                     | Japan                        | 2:13:44    |
| 39    | Nicolás Cuestas                | Uruguay                      | 2:13:52    |
| 40    | Fred Musobo                    | Uganda                       | 2:13:58    |
| 41    | Eulalio Muñoz                  | Argentinien                  | 2:14:29    |
| 42    | Tseweenrawdangiin Bjambadschaw | Mongolei                     | 2:14:44    |
| 43    | Tom Gröschel                   | Deutschland                  | 2:14:56    |
| 44    | Hiskel Tewelde                 | Eritrea                      | 2:15:01    |
| 45    | Peng Jianhua                   | Volksrepublik China          | 2:16:12    |
| 46    | Colin Mickow                   | USA                          | 2:16:36    |
| 47    | Thijs Nijhuis                  | Dänemark                     | 2:16:55    |
| 48    | Haimro Alame                   | Israel                       | 2:17:05    |
| 49    | Josh Griffiths                 | Großbritannien               | 2:17:37    |
| 50    | Andrés Zamora                  | Uruguay                      | 2:17:54    |
| 51    | Dario Castro                   | Mexiko                       | 2:18:32    |
| 52    | Tumelo Motlagale               | Südafrika                    | 2:20:21    |
| 53    | Eduardo Terrance Garcia        | Amerikanische Jungferninseln | 2:23:16    |
| 54    | Krishna Bahadur Basnet         | Nepal                        | 2:24:19    |
| DNF   | Lahsene Bouchikhi              | Belgien                      |            |
| DNF   | Dambadardschaagiin Gantulga    | Mongolei                     |            |
| DNF   | Lelisa Desisa                  | Äthiopien                    |            |
| DNF   | Oh Joo-han                     | Südkorea                     |            |
| DNF   | Ibrahim Hassan                 | Dschibuti                    |            |
| DNF   | Abdi Nageeye                   | Niederlande                  |            |
| DNF   | David Nilsson                  | Schweden                     |            |
| DNF   | Emanuel Giniki Gisamoda        | Tansania                     |            |
| DNS   | Kengo Suzuki                   | Japan                        |            |

| Zwischenzeiten      | Zwischenzeiten | Zwischenzeiten                                                                          | Zwischenzeiten |
| Zwischenzeit- Marke | Zwischenzeit   | Führende(r)                                                                             | 5-km-Zeit      |
| ------------------- | -------------- | --------------------------------------------------------------------------------------- | -------------- |
| 05 km               | 15:43 min      | Shumi Dechasa mit großer Gruppe                                                         | 15:43 min      |
| 10 km               | 30:53 min      | Shumi Dechasa mit großer Gruppe                                                         | 15:10 min      |
| 15 km               | 45:53 min      | Shumi Dechasa mit großer Gruppe                                                         | 15:00 min      |
| 20 km               | 1:00:53 h00    | Shumi Dechasa mit großer Gruppe                                                         | 15:00 min      |
| 25 km               | 1:16:09 h00    | Hassan Chahdi mit großer Gruppe                                                         | 15:16 min      |
| 30 km               | 1:31:09 h00    | Hassan Chahdi mit großer Gruppe                                                         | 15:00 min      |
| 35 km               | 1:45:21 h00    | Tamirat Tola / Abdi, Kamworor, Geremew, Levins, Geay – 12 s zurück / Tura – 17 s zurück | 14:12 min      |
| 40 km               | 1:59:30 h00    | Tola / Abdi, Geremew – 13 s zurück / Kamworor – 18 s zurück                             | 14:09 min      |

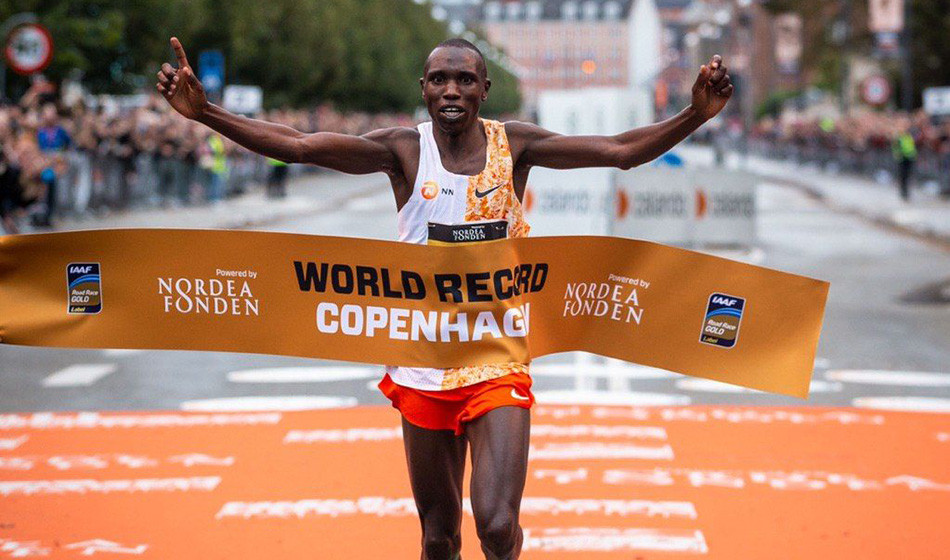
Geoffrey Kamworor belegte Rang fünf
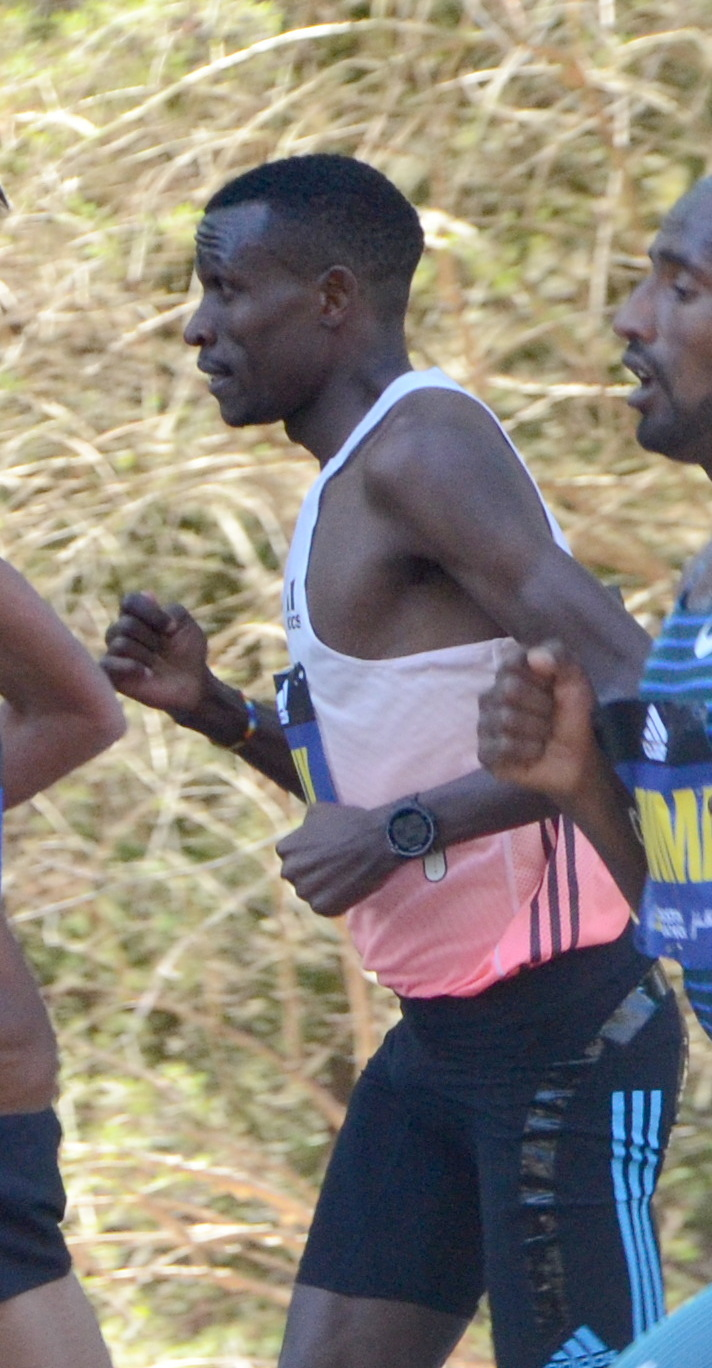
Gabriel Geay kam auf den siebten Platz
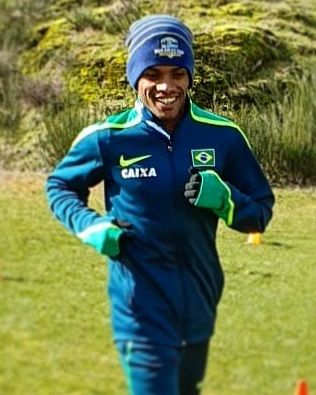
Der achtplatzierte Daniel do Nascimento
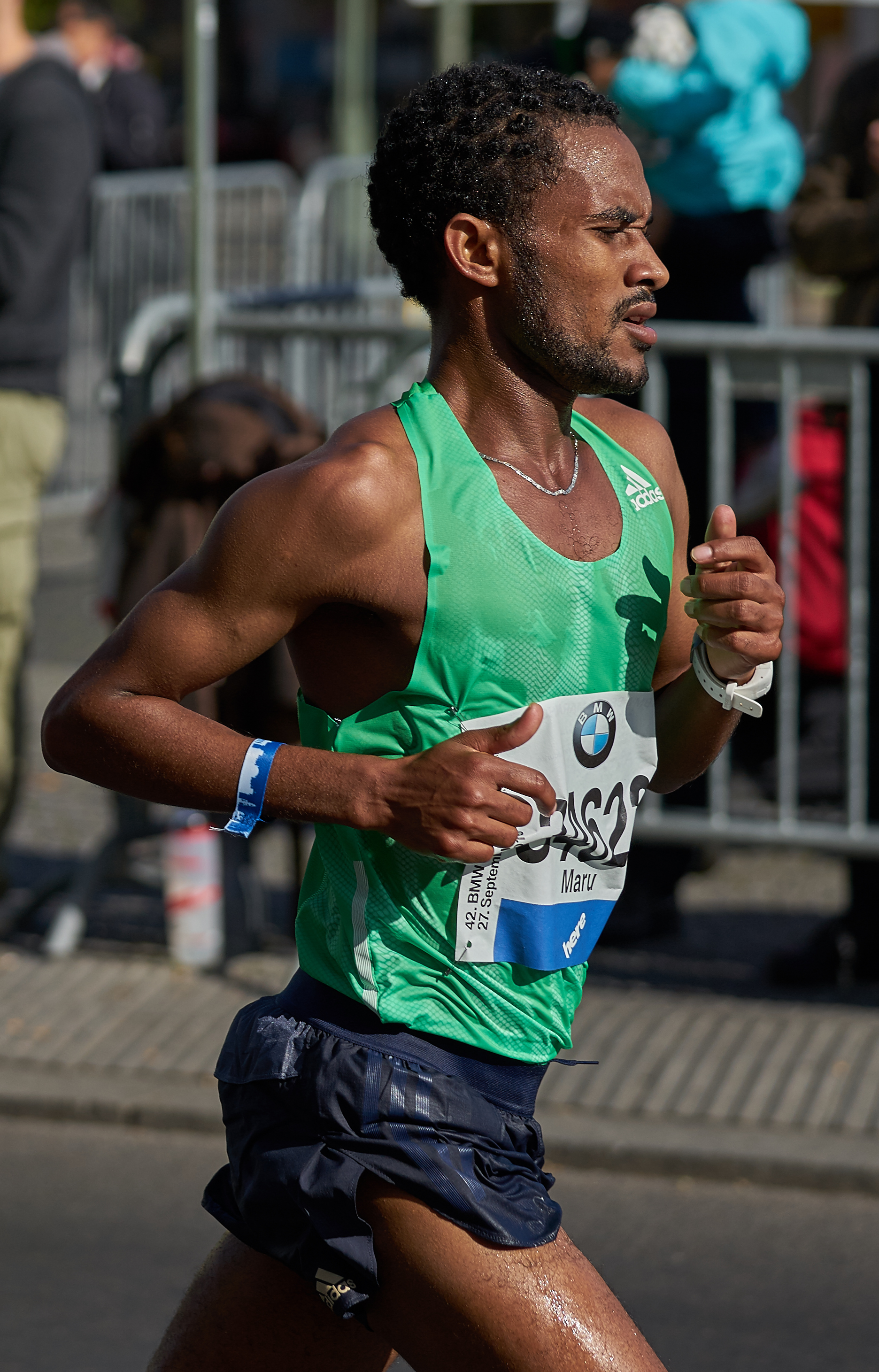
Maru Teferi – Rang elf
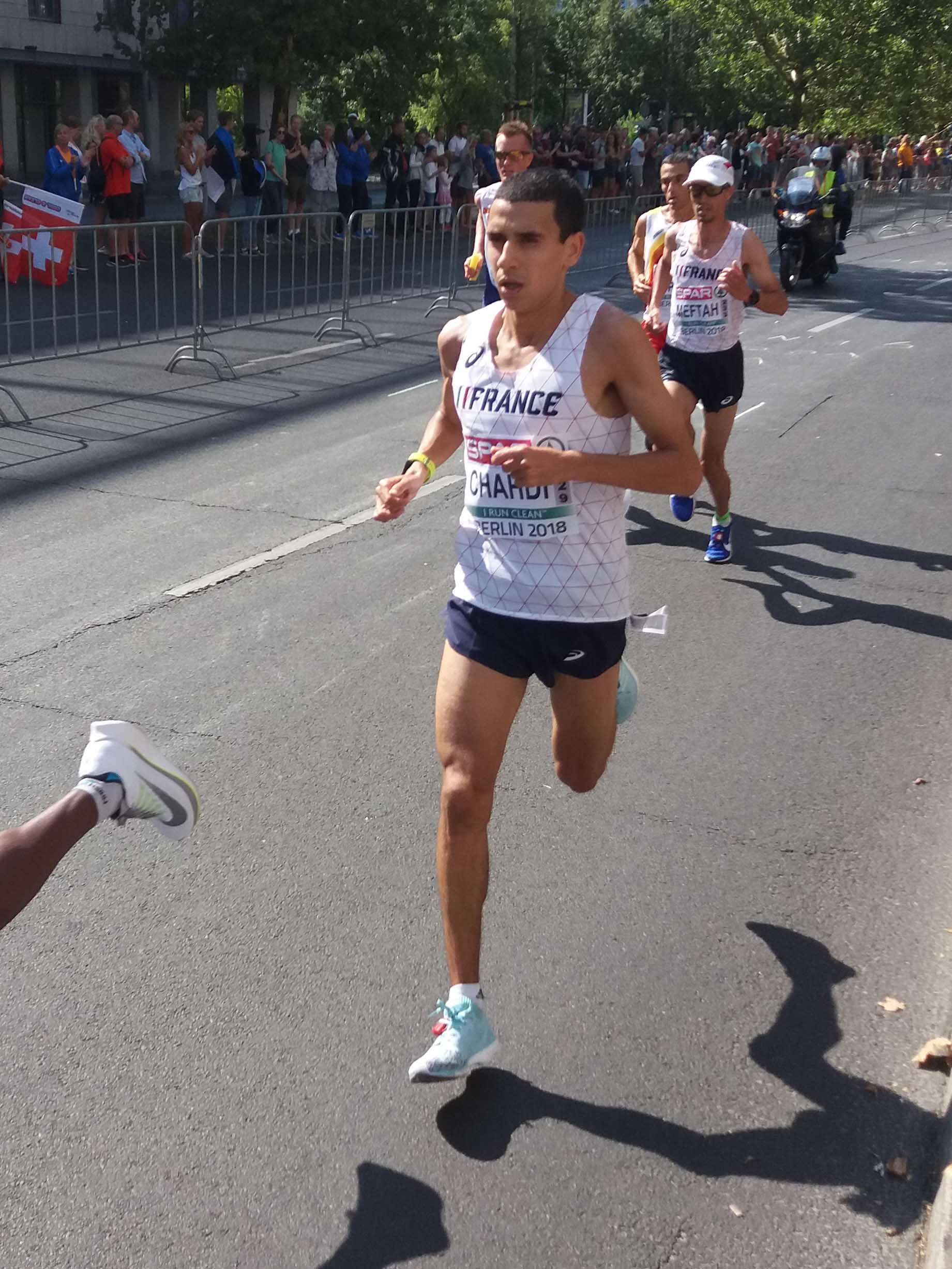
Hassan Chahdi erreichte Platz siebzehn
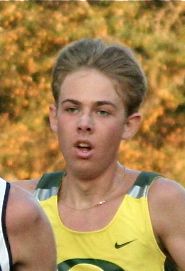
Galen Rupp – Rang neunzehn
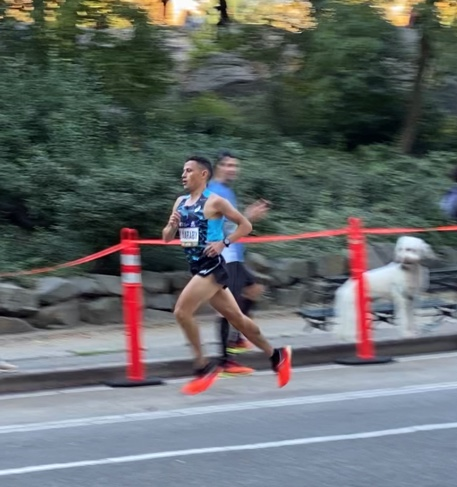
Mohamed Reda el-Aaraby wurde 21.
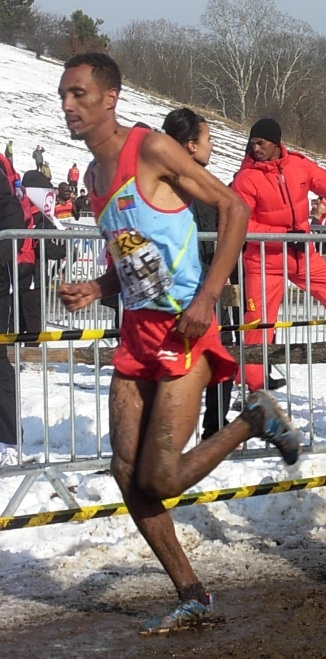
Goitom Kifle – Rang 22
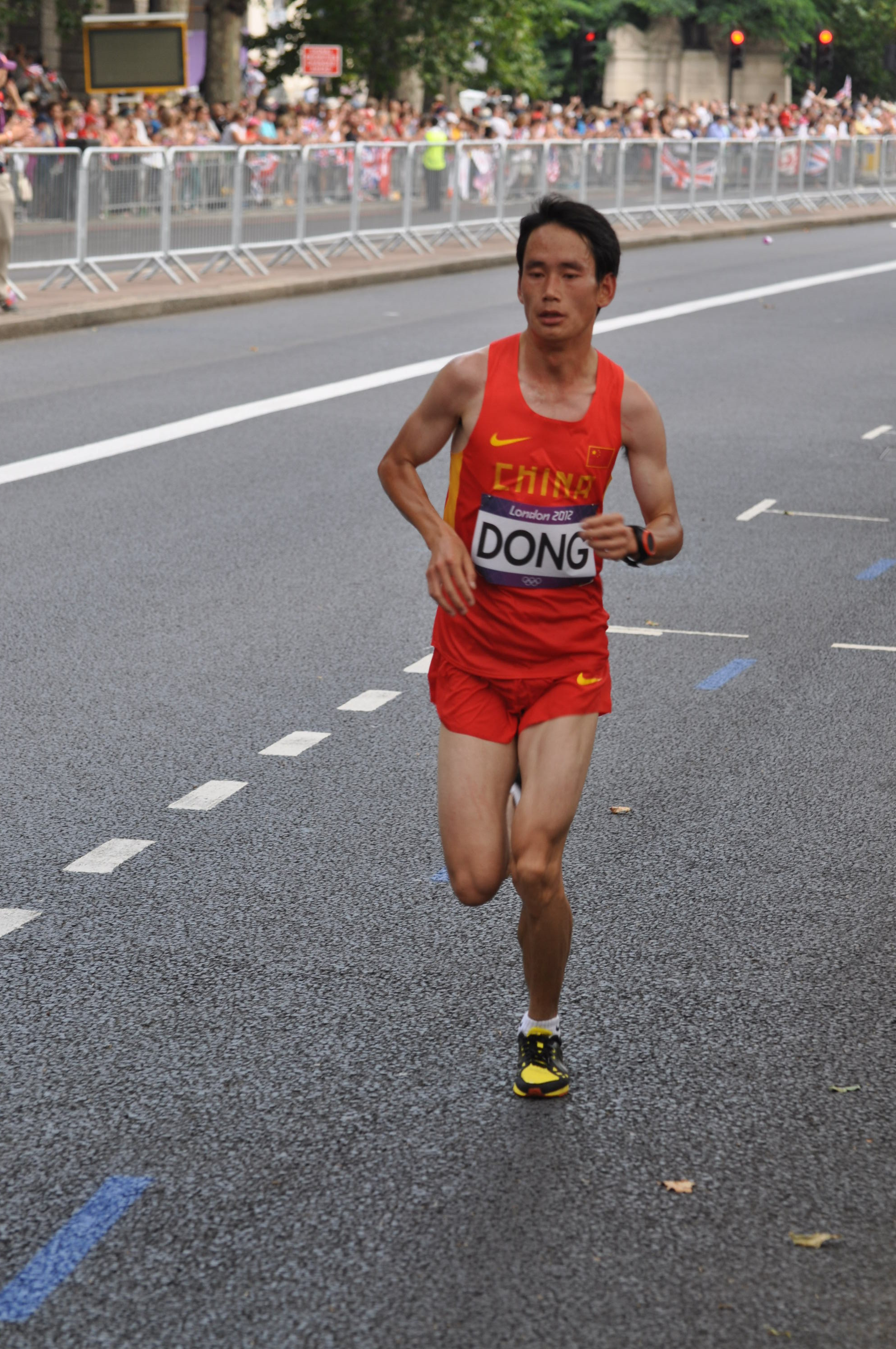
Dong Guojian – Rang 23
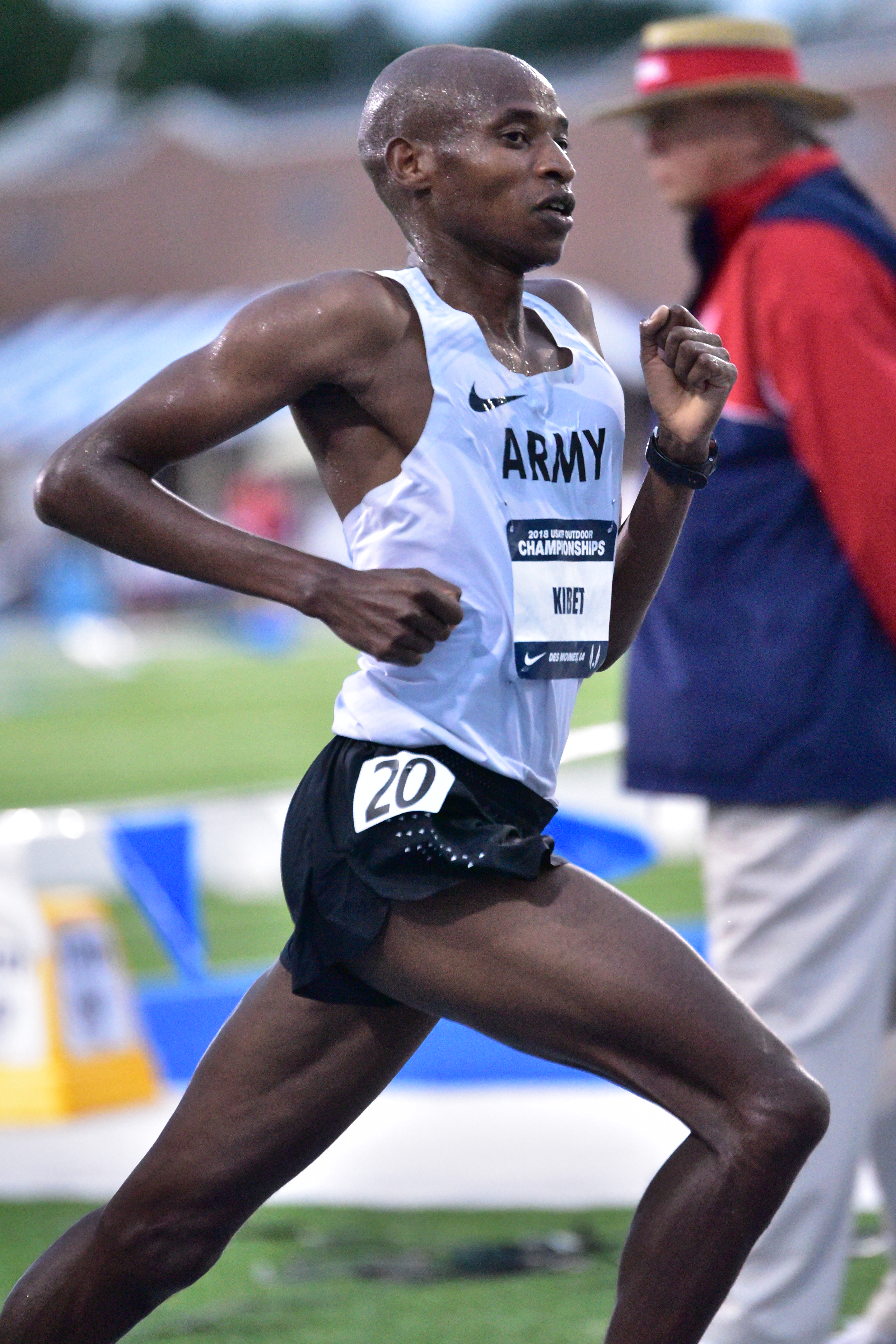
Rang 24 für Elkanah Kibet
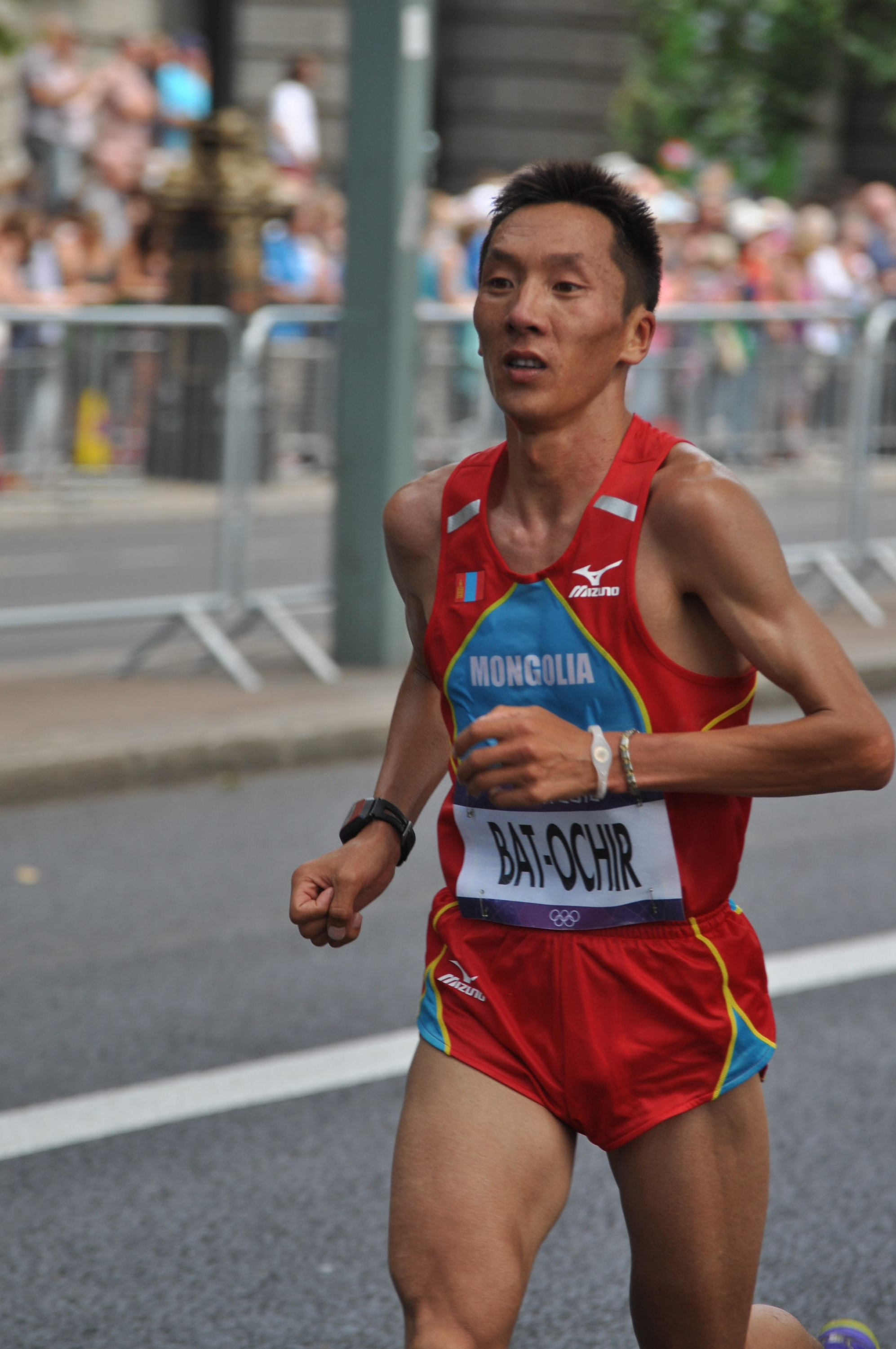
Bat-Otschiryn Ser-Od – Rang 26
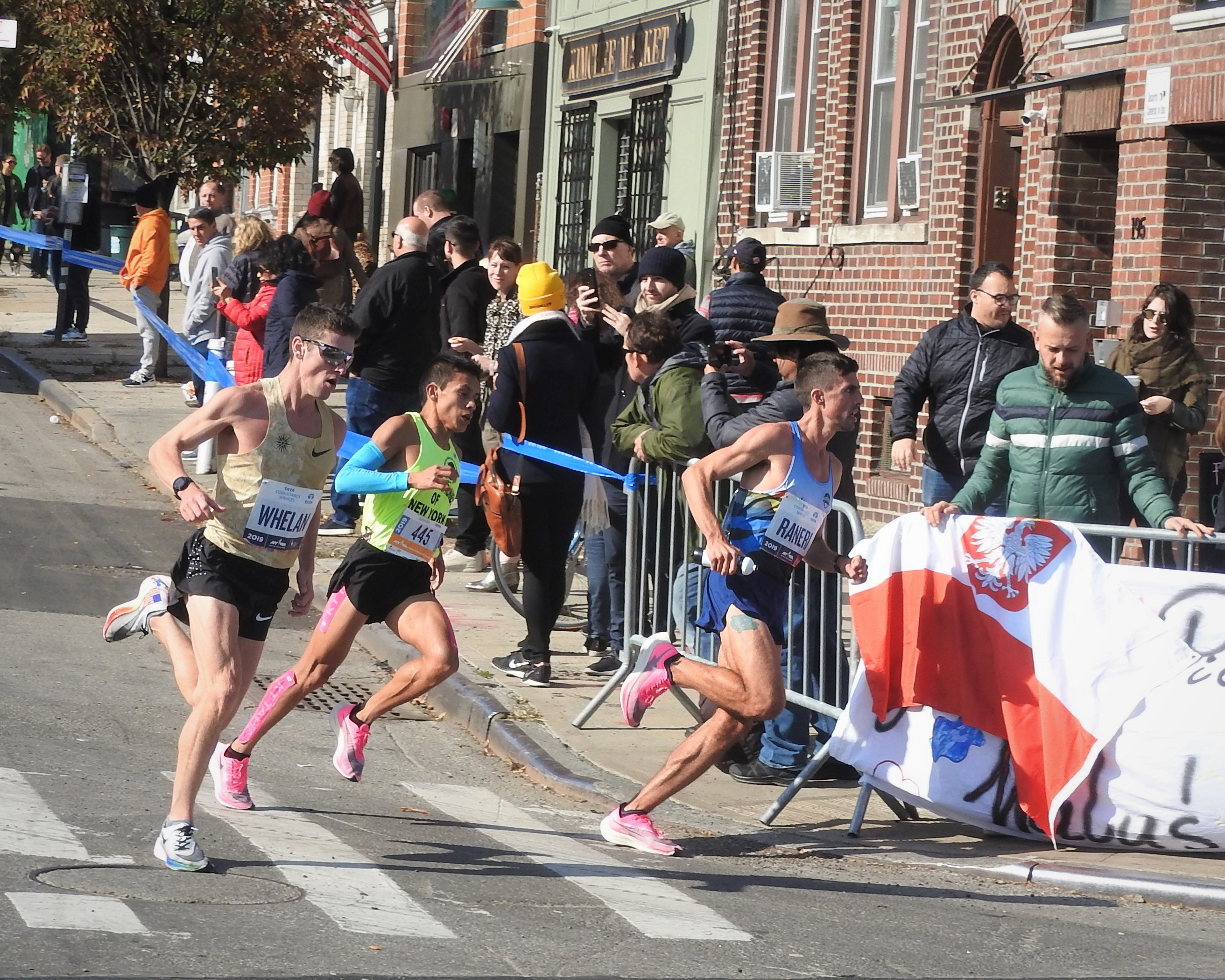
Patricio Castillo (Mitte) – Rang 29
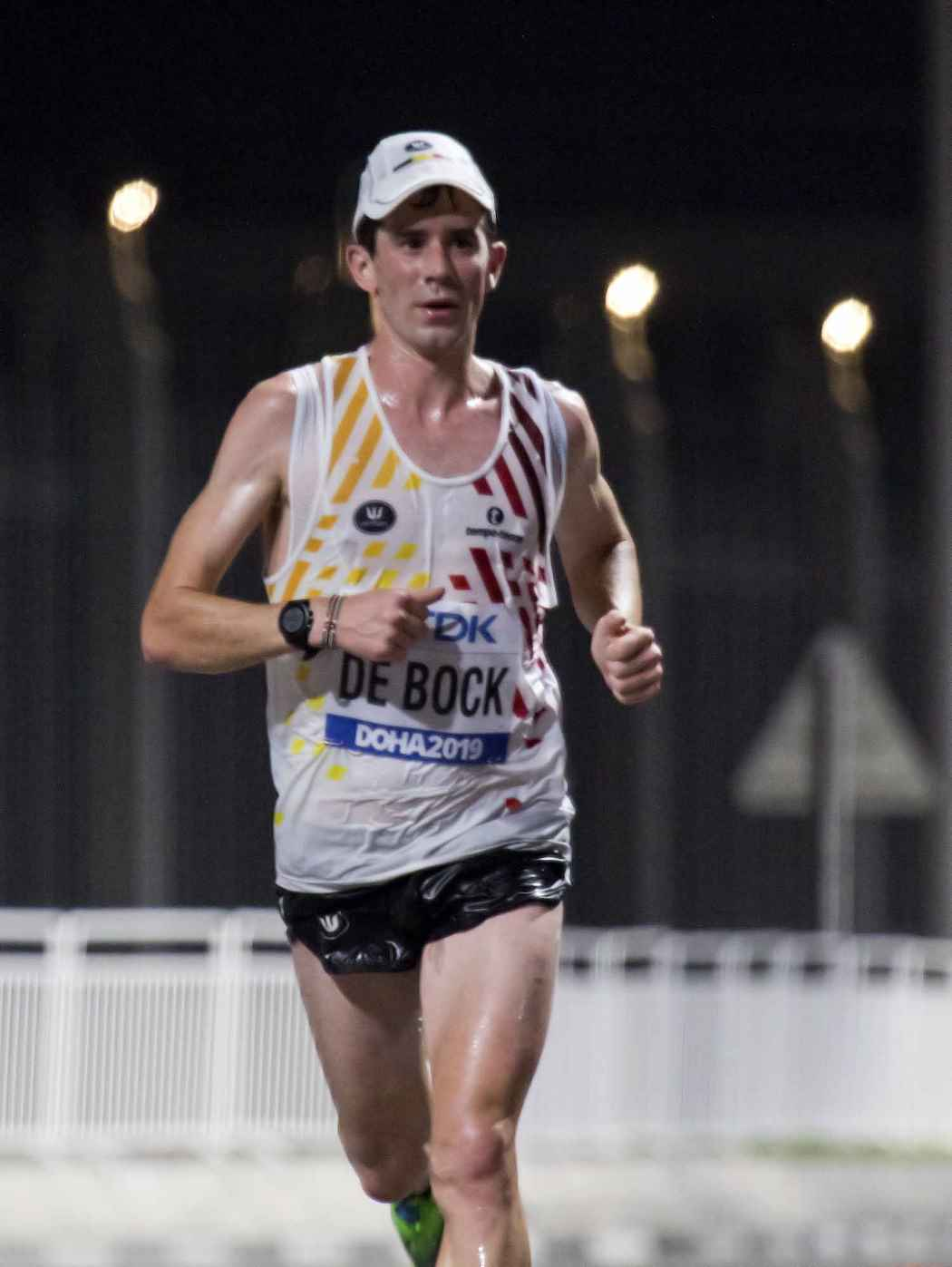
Thomas De Bock – Rang dreißig
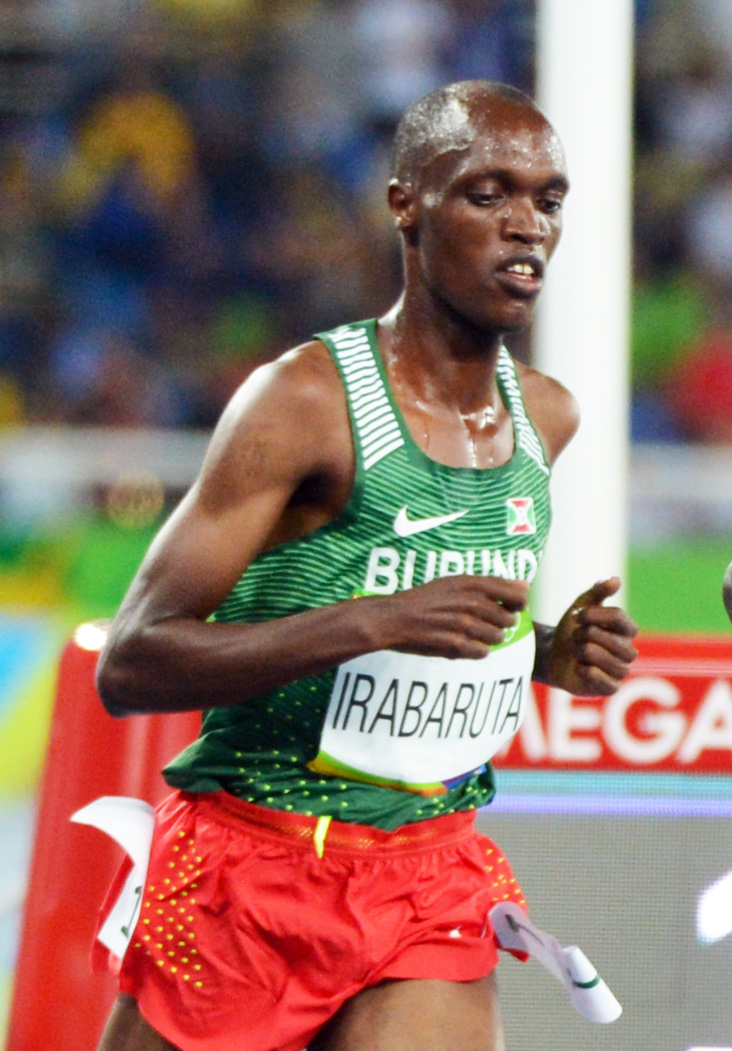
Olivier Irabaruta – Rang 32
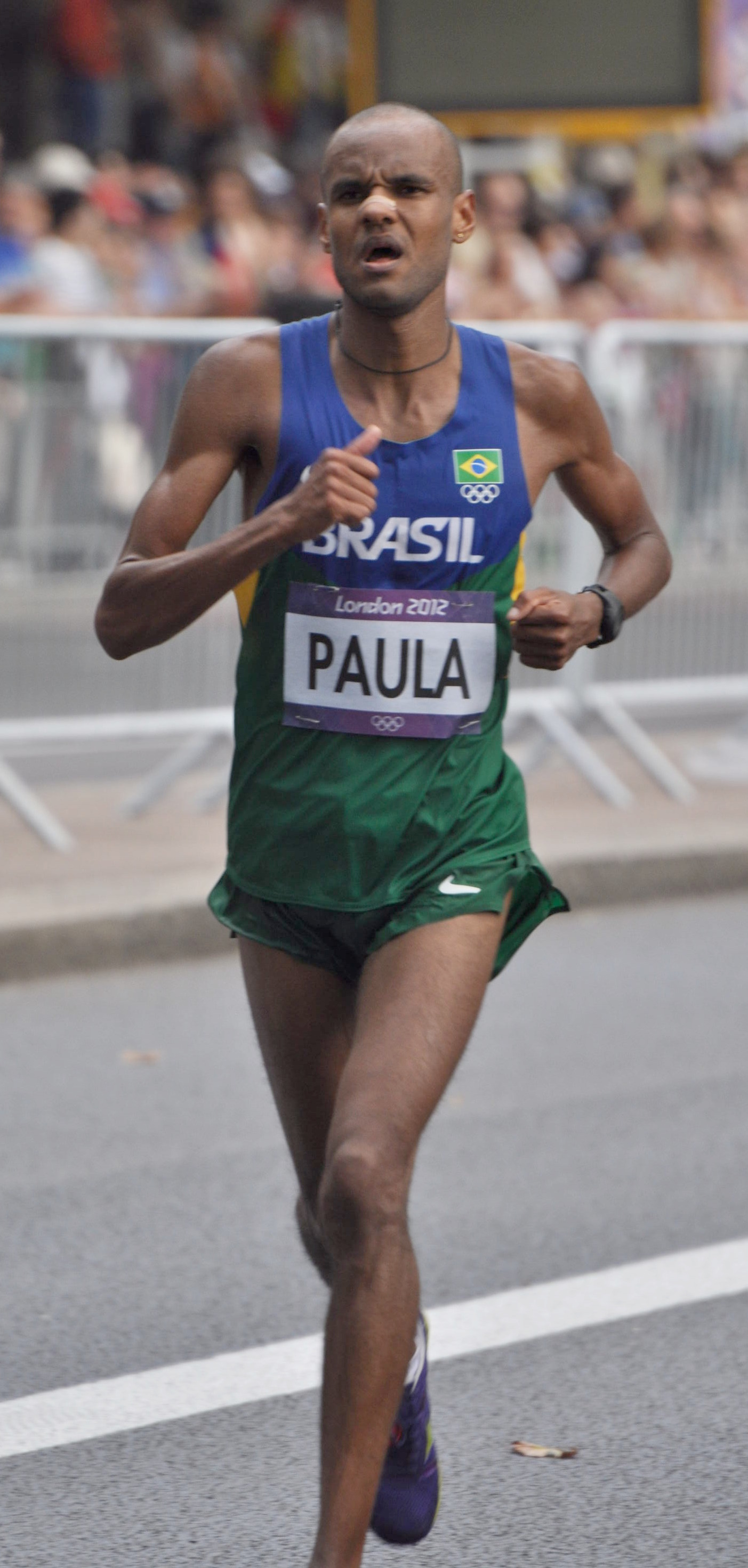
Paulo Roberto Paula – Rang 37
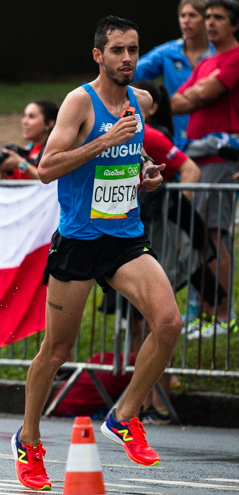
Nicolás Cuestas – Rang 39
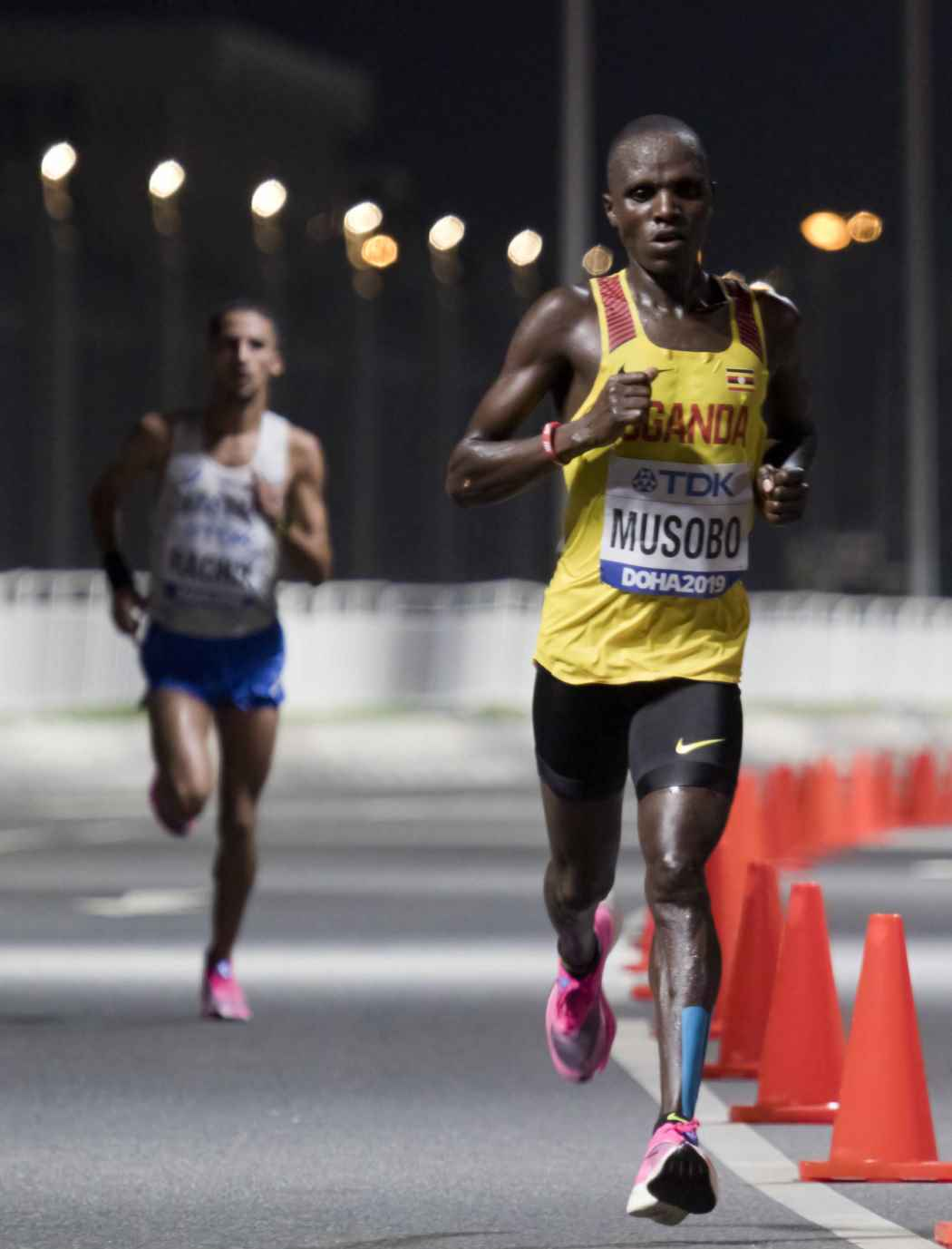
Fred Musobo – Rang vierzig
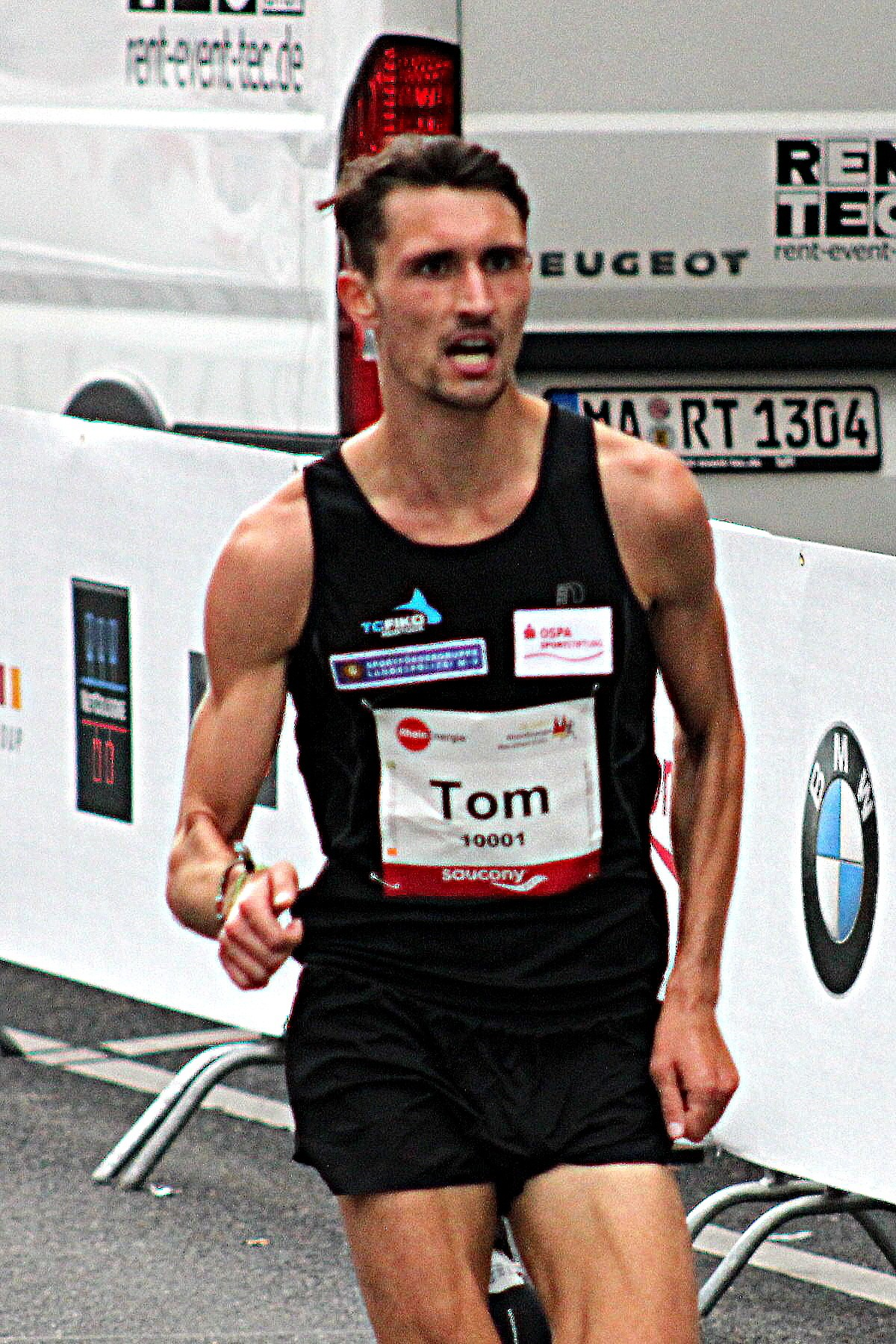
Tom Gröschel – Rang 43
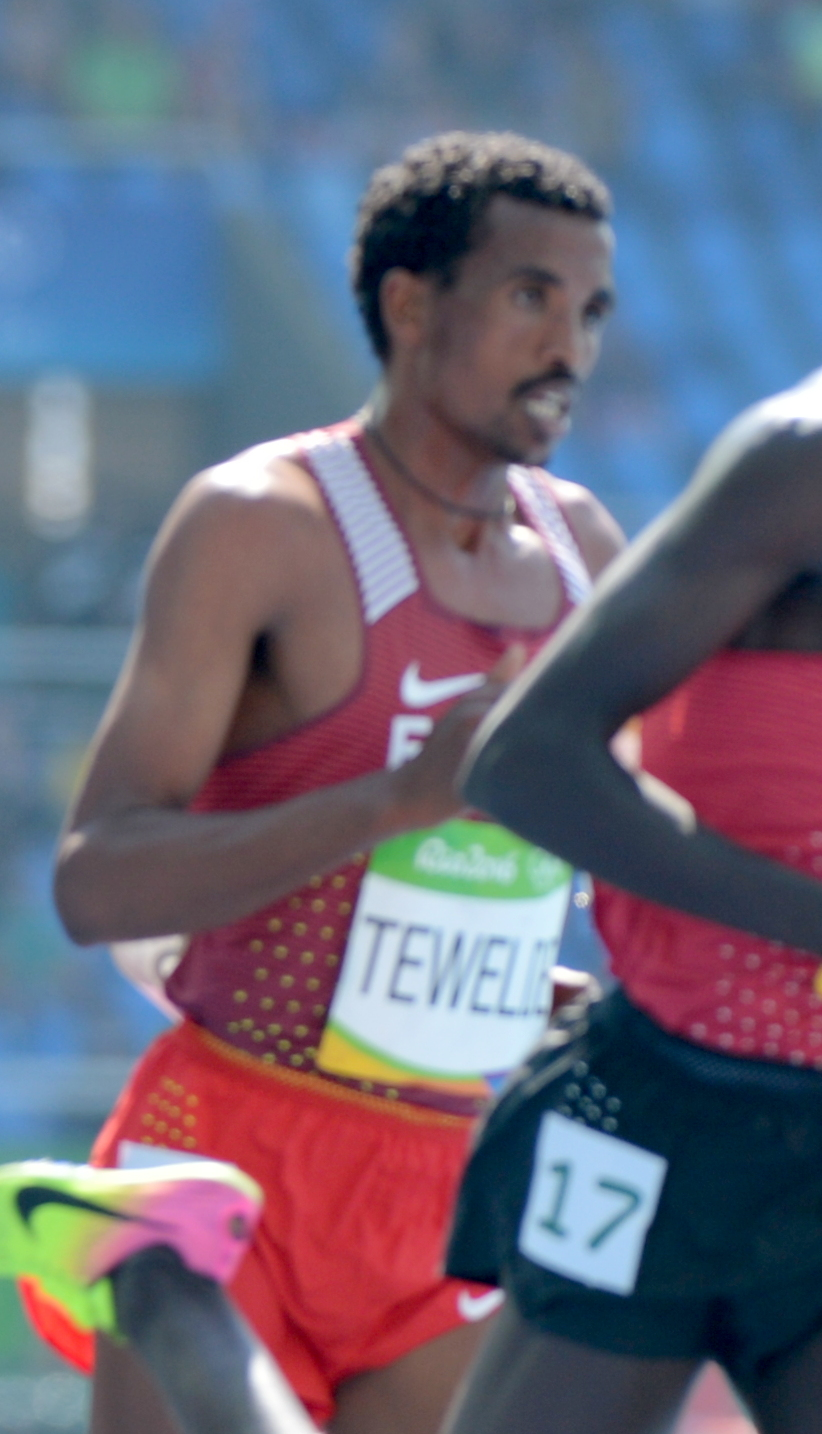
Hiskel Tewelde – Rang 44
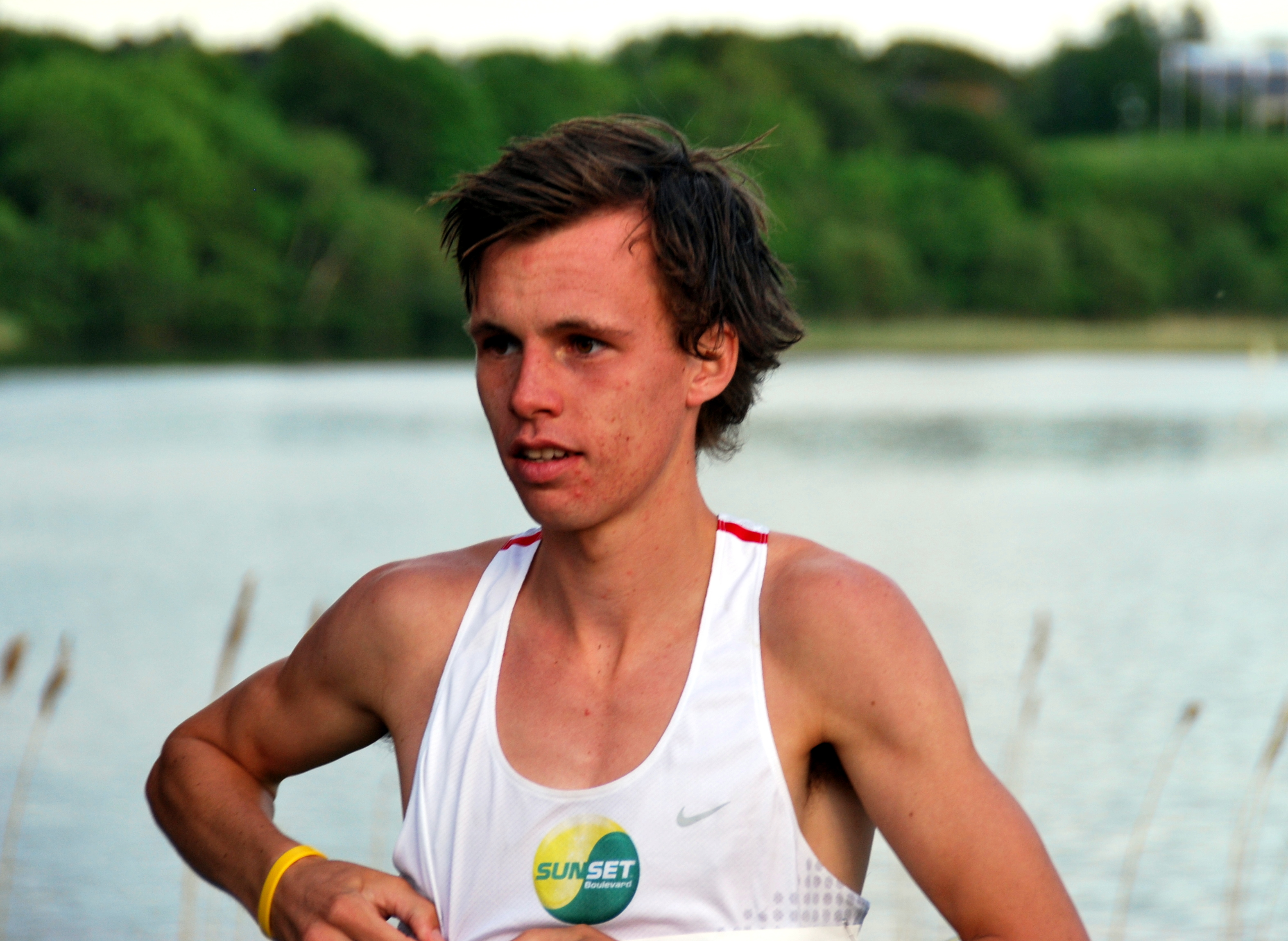
Thijs Nijhuis – Rang 47
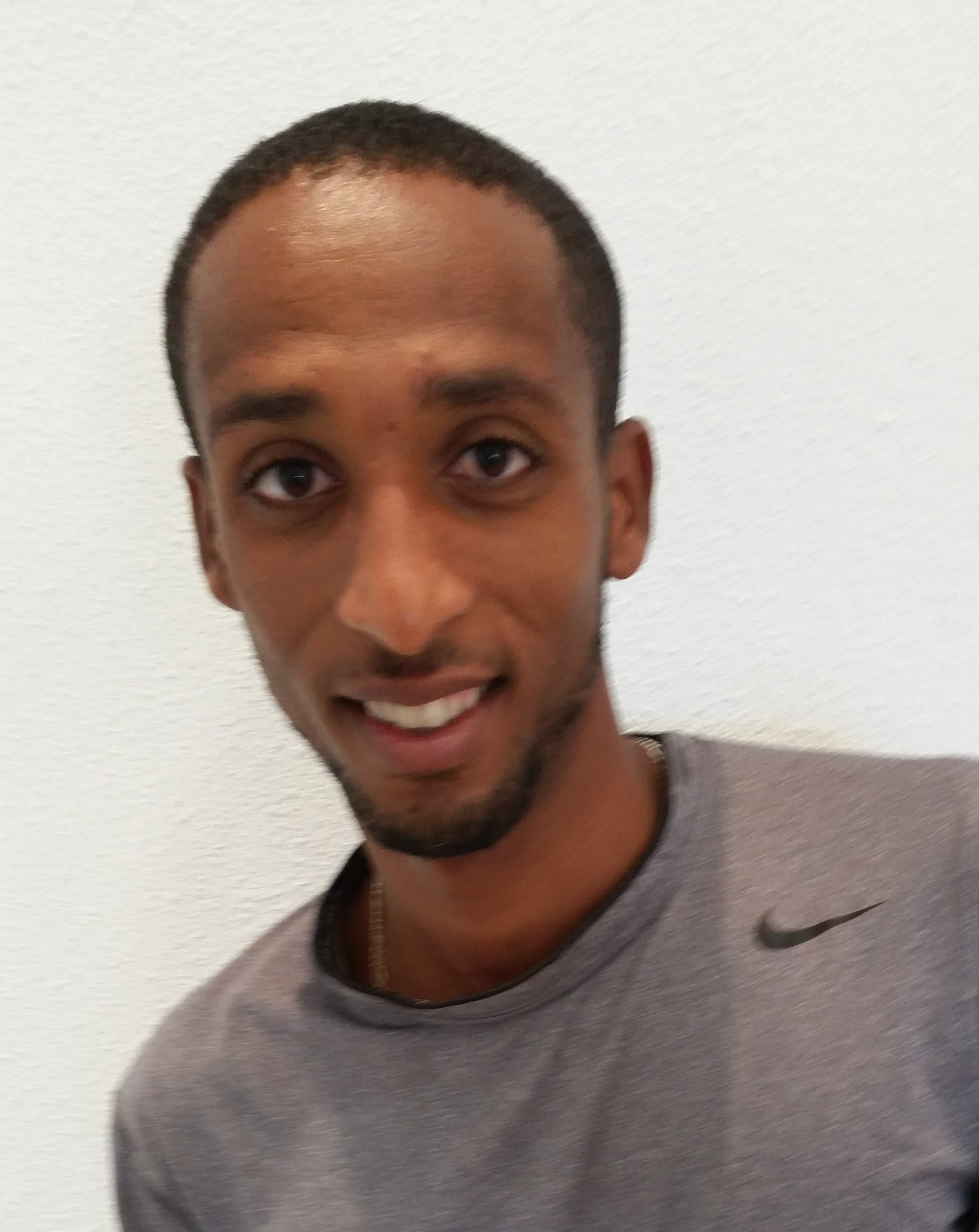
Haimro Alame – Rang 48
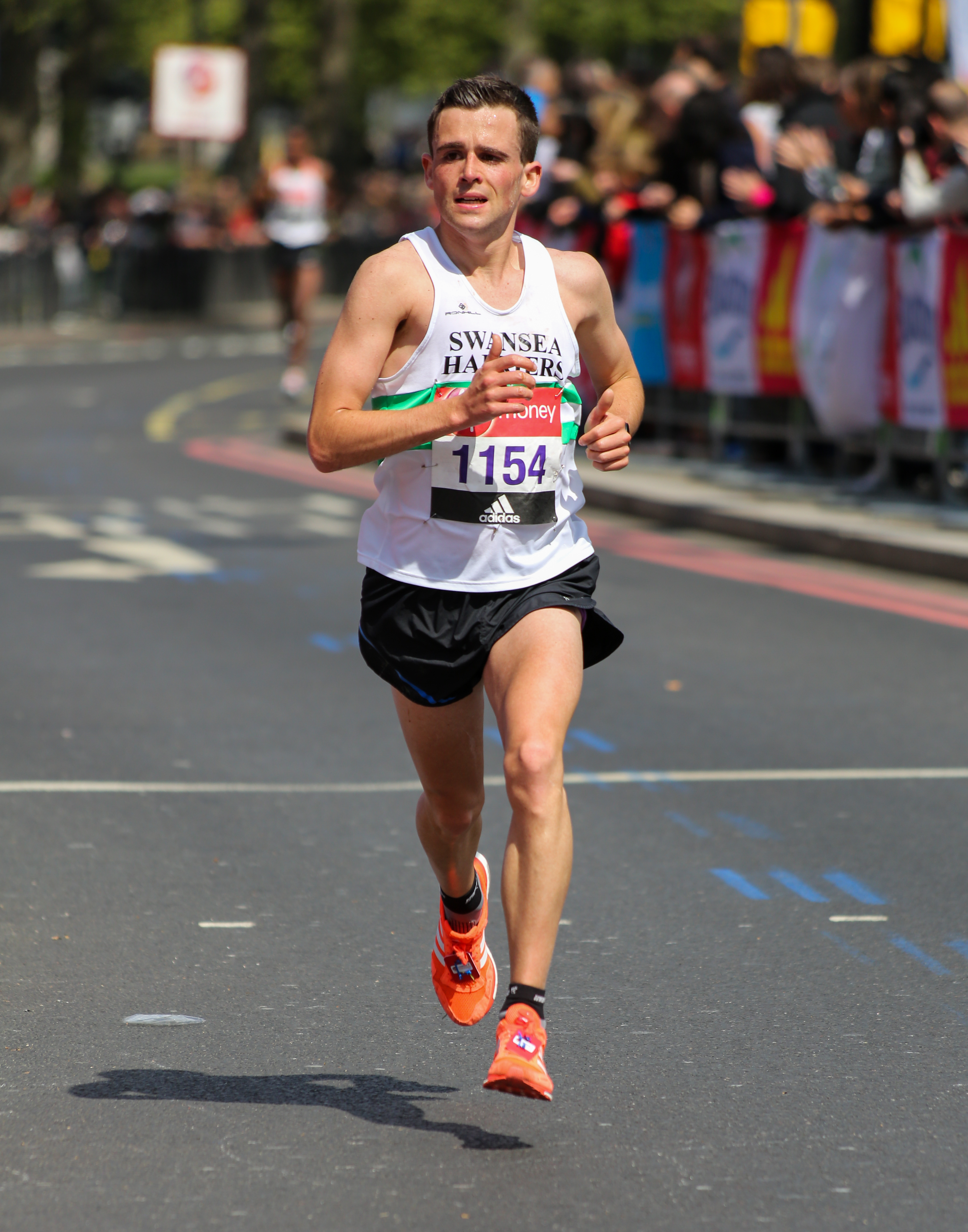
Josh Griffiths – Rang 49
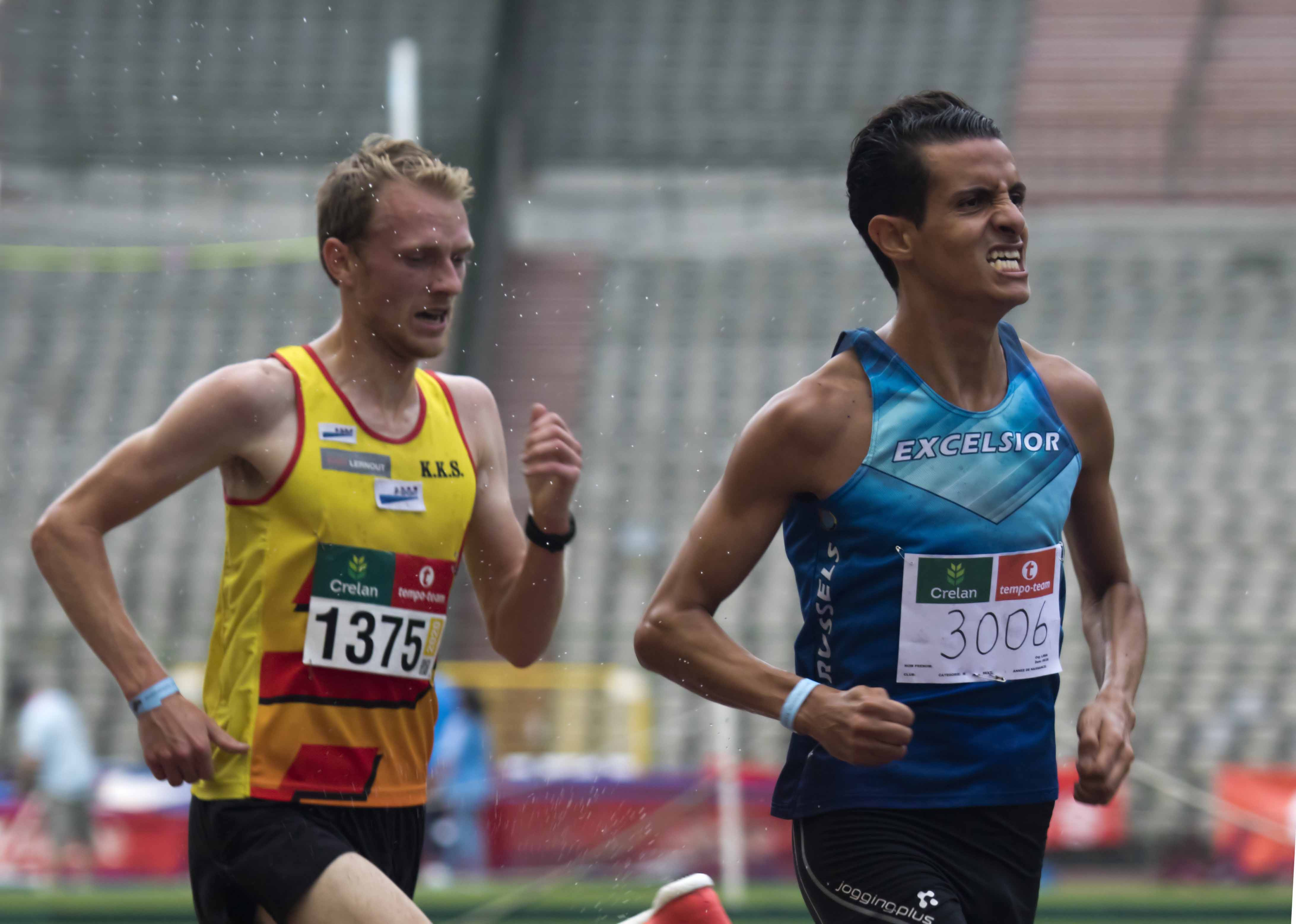
Lahsene Bouchikhi (rechts) – Ziel nicht erreicht
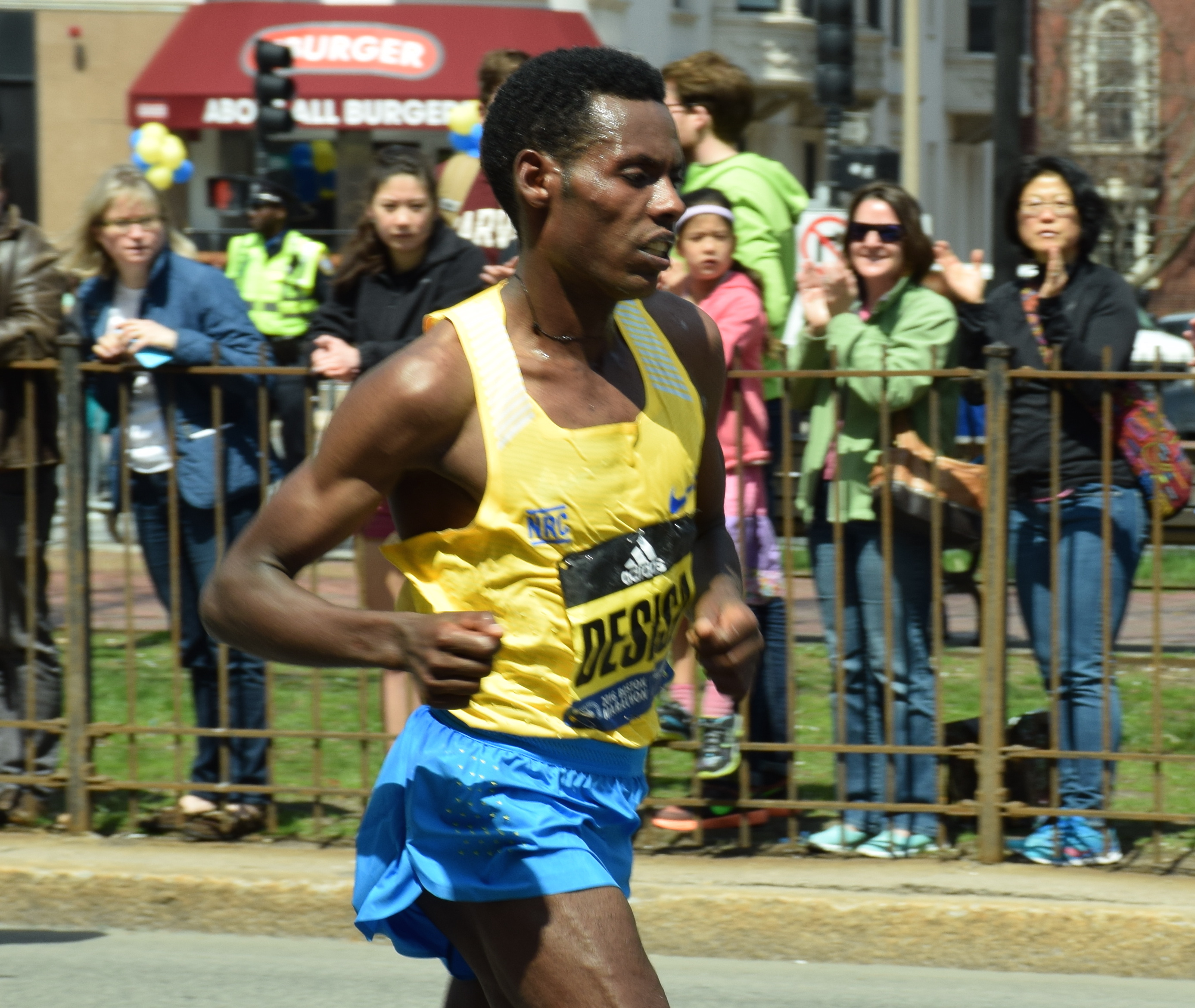
Lelisa Desisa – Ziel nicht erreicht
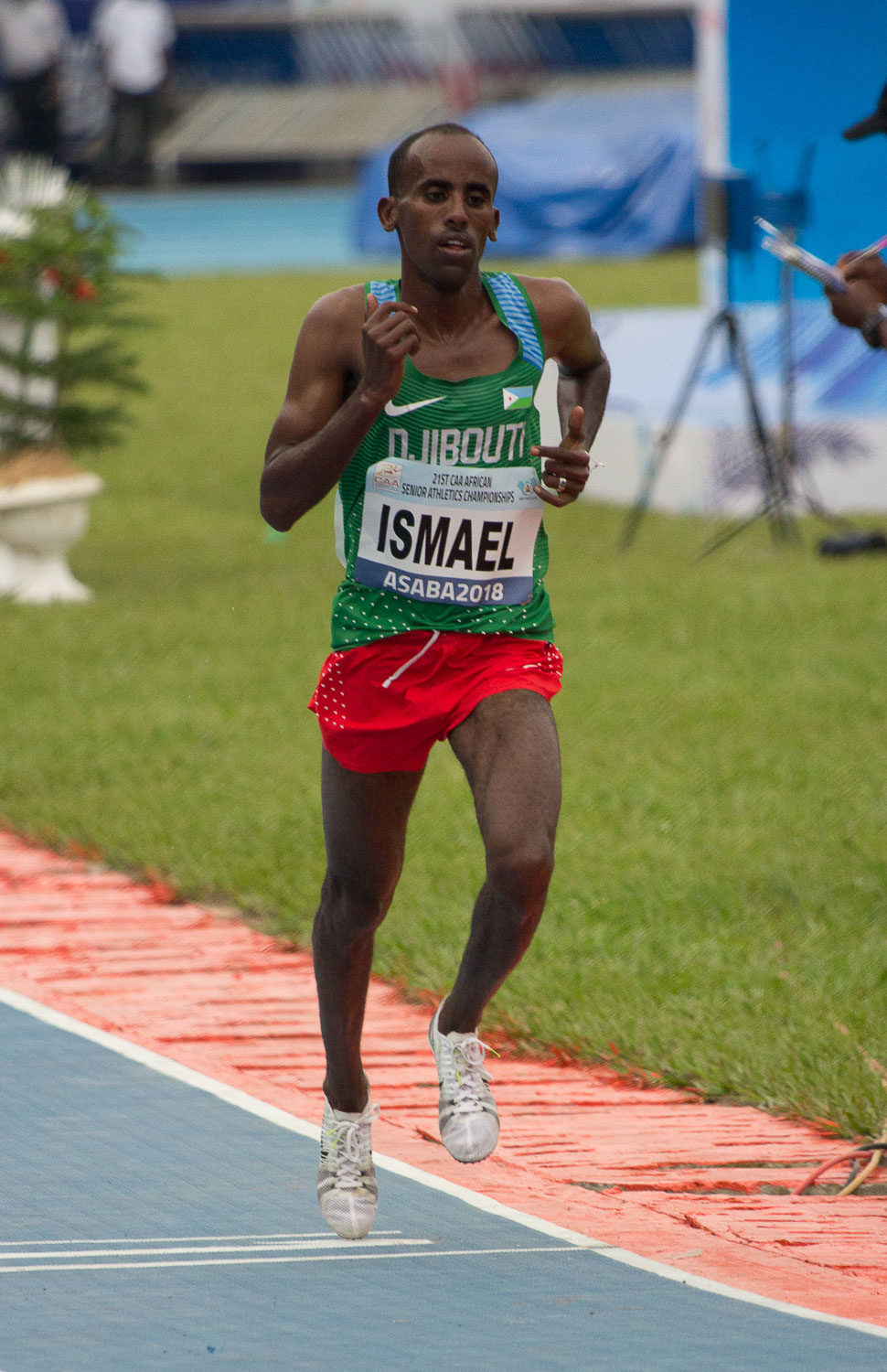
Ibrahim Hassan – Ziel nicht erreicht
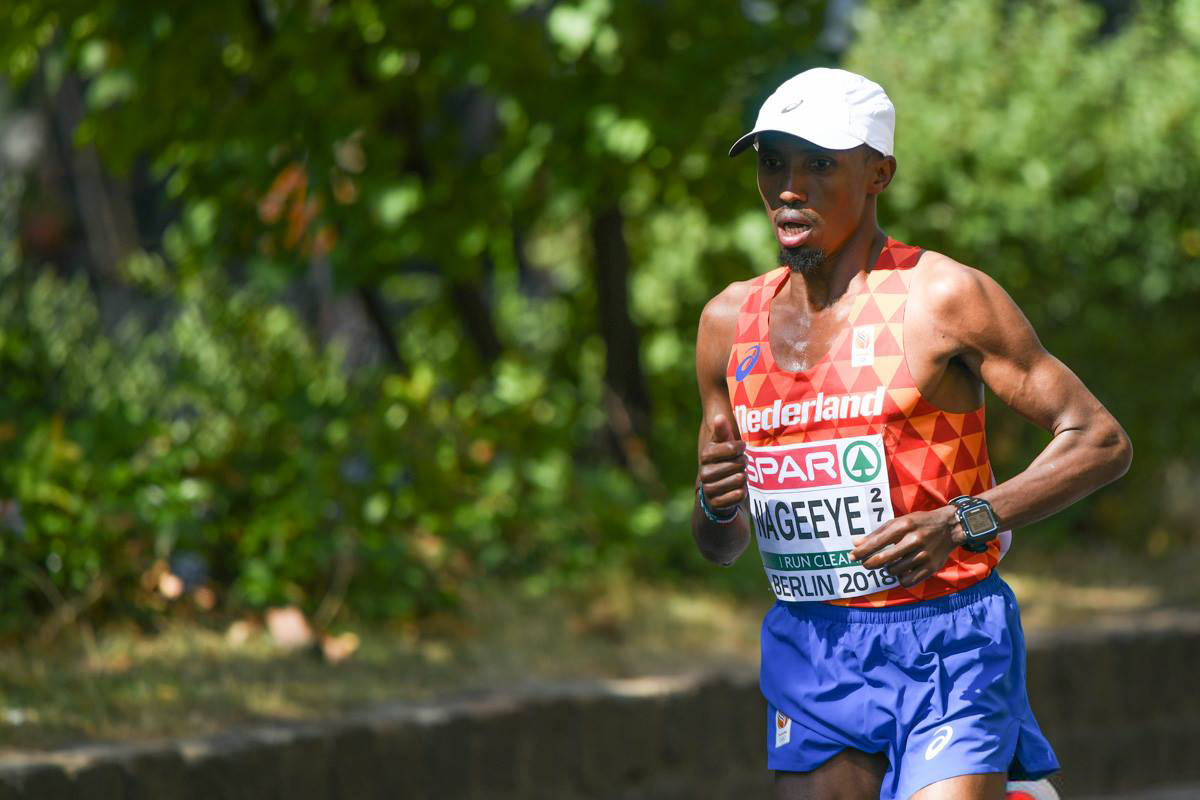
Abdi Nageeye – Ziel nicht erreicht
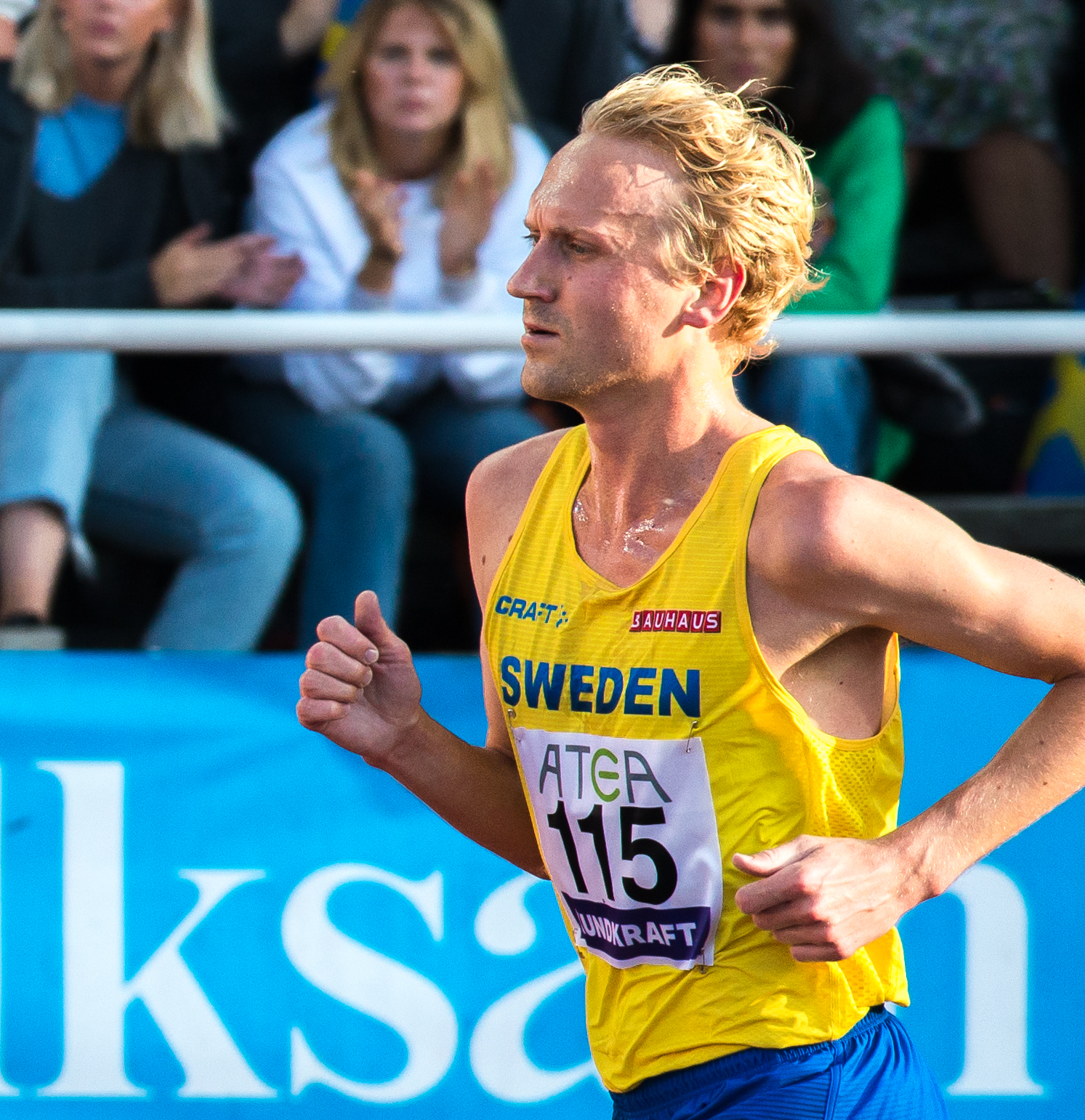
David Nilsson – Ziel nicht erreicht

## Videolinks
- HE WAS JOGGING, World Athletics Championships 2022, Men's Marathon Final, youtube.com, abgerufen am 5. August 2022
- Äthiopier Tola gewinnt Marathon-Gold in WM-Rekordzeit, sportschau.de, abgerufen am 5. August 2022